# Bobital
Bobital (Bowidel em bretão) é uma comuna francesa na região administrativa da Bretanha, no departamento Côtes-d'Armor. Estende-se por uma área de 4,99 km². Em 2010 a comuna tinha 1 151 habitantes (densidade: 230,7 hab./km²).